# Музей Ботеро
Музей Ботеро (исп. Museo Botero) расположен в городе Богота, столице Колумбии. Это художественный музей, коллекция которого представляет собой дар колумбийского художника Фернандо Ботеро родной стране.

## История создания музея
В 2000 году известный колумбийский художник и скульптор Фернандо Ботеро передал в дар Банку Республики 208 произведений искусства, среди которых были 123 его собственных работы и 85 произведений известных европейских художников из его личной коллекции. Для размещения этой коллекции Банк Республики приобрел и отреставрировал особняк в районе Канделария в Боготе, что и положило начало музею. Уже 1 ноября 2000 года музей открыл свои двери для широкой публики.

## Коллекция музея
Коллекция музея включает 123 произведения Ботеро и 85 произведений других художников , среди которых работы Жоржа Брака, Марка Шагала, Сальвадора Дали, Пабло Пикассо, Клода Моне и Анри Матисса.